# Церква святих апостолів Петра і Павла (Бучач)
Церква святих апостолів Петра і Павла в Бучачі — парафіяльний храм у місті Бучач (Тернопільська область, Україна). Використовується вірними Української греко-католицької церкви. Адреса храму — вул. Галицька, 180.

## Історія
Парафія зареєстрована 19 березня 1997 року. Її керівником був призначений Олег Самагальський.
18 березня 1997 року на зборах громади було вирішено побудувати церкву. 12 липня того ж року освятили каплицю, що стало початком утворення нової парафії.
19 серпня 1998 року освятили наріжний камінь під забудову церкви. Будівництво храму здійснювалося за пожертви релігійної громади. Архітектор церкви — Ігор Крет. Автор іконостасу — Роман Василик.
12 липня 2007 року владика Іриней Білик освятив церкву.
При парафії діють: братство «Апостольство молитви», «Найсвятішого Серця Христового», Вівтарна дружина, братство «Апостольство доброї смерти».

## Парохи
- о. Володимир Шафран (липень-вересень 1997),
- о. Ігор Атаманюк (з 2 вересня 1997, адміністратор).